# BMW Turbo

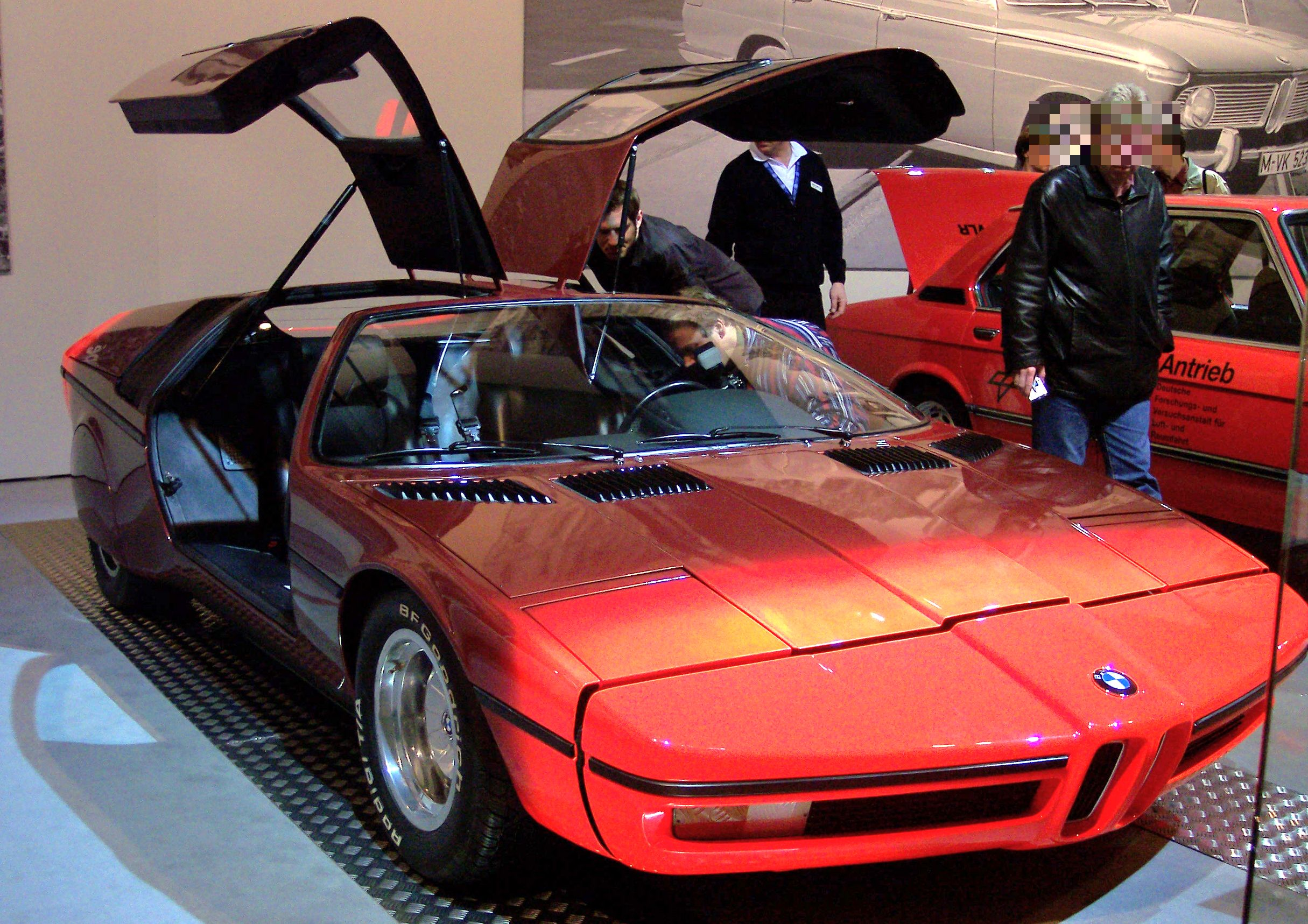
BMW Turbo 1972

De BMW Turbo is een conceptauto ontwikkeld door het Duitse automerk BMW. Deze conceptauto werd speciaal voor de Olympische Zomerspelen van 1972 in München, Duitsland ontworpen.

## BMW Turbo
De ontwerper Paul Bracq had een nieuwe frisse kijk en een innovatief idee over het nieuwe concept voor een BMW-auto: De BMW Turbo. Er zijn in totaal maar 2 BMW Turbo's gebouwd. Vandaag de dag is de BMW Turbo een van de uitzonderlijkste BMW's van het merk uit München met gullwing (meeuwenvleugel) deuren en een futuristisch stuurcabine. Eén exemplaar staat nu in het BMW-museum in München. Het andere exemplaar staat in het BMW Zentrum museum in Spartanburg. Het ontwerp van de BMW M1 en de BMW 8-serie zijn van de BMW Turbo afgeleid.

## Middenmotor
De BMW Turbo heeft een 4 cilinder 1990cc turbocharged motor met een maximaal Vermogen van 280 Pk, goed voor een topsnelheid van 264 km/u. Het model was de eerste BMW met een middenmotor.